# Kim Lammers
Pour les articles homonymes, voir Lammers.
Kim Lammers (née le 21 avril 1981 à Amsterdam) est une joueuse de hockey sur gazon néerlandaise, sélectionnée en équipe des Pays-Bas de hockey sur gazon féminin à 201 reprises. 

## Biographie

### Palmarès
Elle est sacrée championne olympique en 2012 à Londres. Elle est aussi championne du monde en 2006 et 2014, vice-championne du monde en 2002 et 2010 et championne d'Europe en 2003, 2005, 2009 et 2011 .

## Vie privée
Kim Lammers s'est mariée à son amie Sanne Dufrenne.